# Îlot de la Tradelière
L'îlot de la Tradelière est un îlot appartenant aux îles de Lérins et situé à l'est de l'île Sainte-Marguerite.

## Géographie

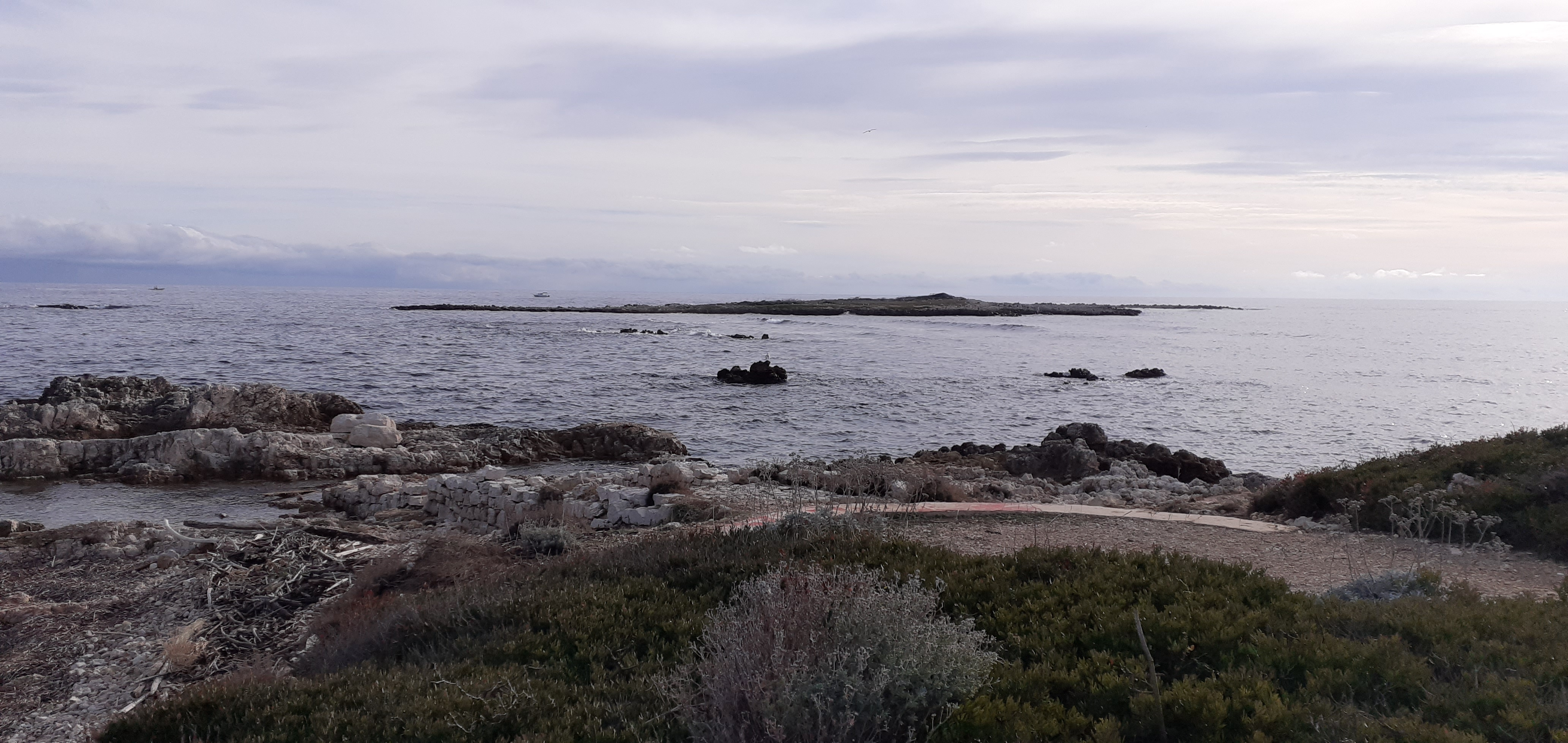
Îlot de la Tradelière vu de l'île Sainte-Marguerite

Long de 250 mètres, cet îlot est situé à 150 mètres de l'extrémité est de l'île Sainte-Marguerite. D'une altitude de 3 mètres à son point le plus élevé, il n'est pas accessible à pied depuis l'île.